# Yokut
.

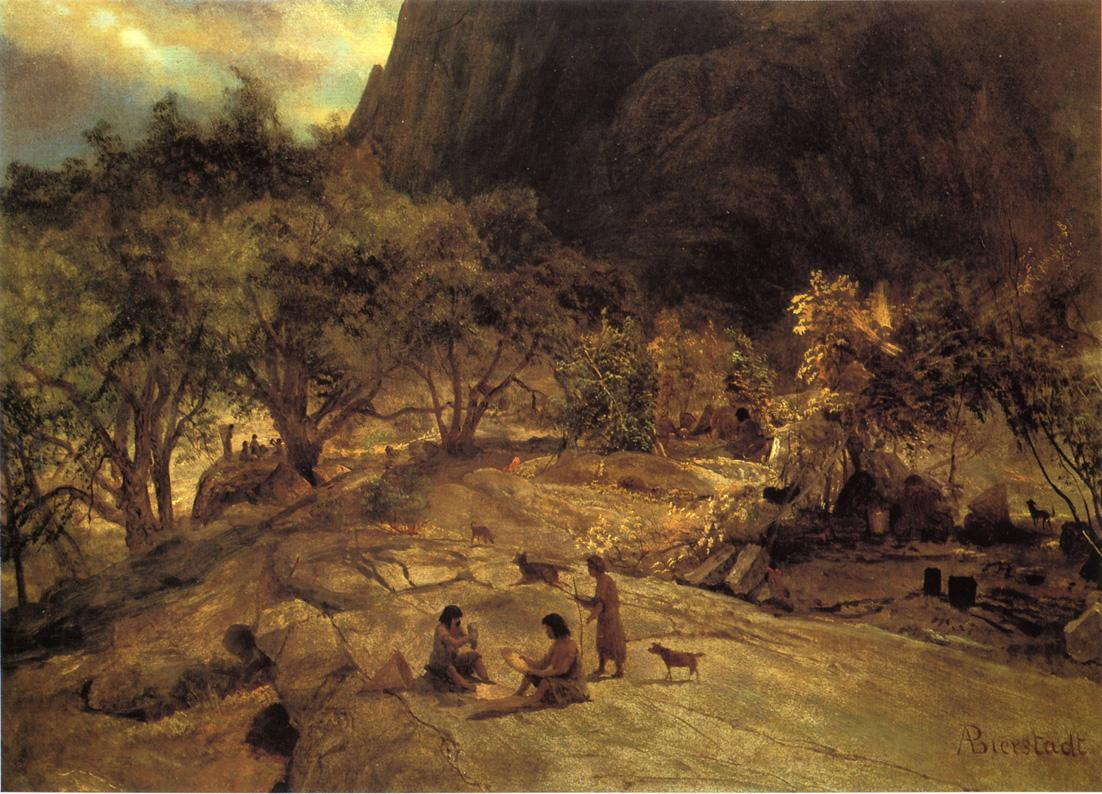
Acampamento Yokut no vale da Califórnia pintado por Albert Bierstadt

Os Yokuts (também conhecidos como 'Mariposans) são um grupo étnico de índios americanos nativos da parte central da Califórnia. Antes da chegada dos europeus, os Yokuts consistiam em um grupo de sessenta tribos separadas que falavam a mesma língua. Alguns de seus descendentes preferem se referir a si mesmos pelo respectivo nome tribal e rejeitam o nome Yokuts com a alegação de que é um exônimo inventados pelos colonizadores falantes do inglês e historiadores. Subgrupos convencionais incluem os Foothill Yokuts e os Valley Yokuts. As tribos ocupavam a área do Vale de San Joaquin desde o sul do delta do rio Sacramento-San Joaquin até Bakersfield e também  sopés das montanhas de Serra Nevada, situadas a leste. Existem evidências que os Yokuts também habitaram o Carrizo Plain e criaram artes rupestres na área chamada de Painted rock (rochas pintadas).